# ウィッチャーIV ツバメの塔
『ウィッチャーIV ツバメの塔』（ツバメのとう、ポーランド語: Wieża Jaskółki）は、1997年に発表されたポーランドのファンタジー作家アンドレイ・サプコフスキによる長編小説。同作者の代表作であるウィッチャーシリーズの長編第4作目である。
日本語版は2019年に早川書房より出版された。

## あらすじ
物語はまず顔に大きな傷と重傷を負って倒れているところを助けられたシリの、ここ数ヶ月の回想という形で始まる。
シリラ女王がニルフガード帝国に嫁いだという話を聞いたシリは、自らの正体を明らかにし、皇帝の嘘を暴こうと考える。そんな中、シリが所属していた無法者集団「ネズミ」は、ニルフガードが「ネズミ」討伐のために凄腕の老殺し屋レオ・ボンハートを雇ったと教えられる。単独行動を取っていたシリが急いで拠点に帰ると、既にボンハートの襲撃を受けており、仲間は惨殺されていた。激怒したシリは彼に挑むもあっけなく敗北するが、何故かボンハートは彼女の命は助け、特注の剣「ツバメ」を与えると剣闘士として商人に預ける。これはモリフクロウのあだ名を持つ、シリ探索の専門部隊を率いるニルフガードの管財官ステファン・スケレンからの暗殺の依頼を無視したものであった。こうしてシリはわずかな油断もあれば殺されてしまう中、ウィッチャー仕込みの剣技によって対戦者たちと次々と斬り殺す日々を送り、不本意ながら剣術の腕を上げていく。
一方、メーヴ女王率いるリヴィア軍の世話になっていたゲラルト一行5人（ゲラルト、ダンディリオン、ミルヴァ、カヒル、レジス）であったが、本来の目的であったドルイド探しのため、軍を離脱し、旅を再開する。その途中、探すドルイドが旅立ったと聞き、目的地をリードブルーンに変える。同地ではゲラルト一行に多額の懸賞金が掛けられ、その身柄を狙う謎の集団との戦いに巻き込まれる。仲間を裏切り、助けを求めてきたアングレームという少女にシリの面影を見たゲラルトは、彼らを狙うナイチンゲールなる盗賊を討伐することを決め、カヒルと共に挑む。一方で本来の目的であるドルイドを見つけるため、レジス、ミルヴァ、ダンディリオンの3人はニルフガード領トゥサン公国に一足先に向かう。ナイチンゲールにはヴィルゲフォルツの部下シュヒルも関わっており、ニルフガード軍の介入など想定外の事態にも見舞われる。最終的に騒動を解決し、ゲラルトは、未だわだかまりがあったカヒルと完全に打ち解ける。
トゥサンに向かうゲラルトは、途中で目的のドルイドに会って予言を貰って引き換えしてきたレジスと再会する。彼の予言に従い、ゲラルトは、ある洞窟の奥にてエルフの賢者アヴァラックと出会う。人間を見下すアヴァラックは、シリがいかに世界にとって重要な存在かを説き、人間ごときでは運命を変えられないから捜索をやめるよう言う。それでも考えを曲げないゲラルトにアヴァラックは今度は協力する様子を見せて、仲間が危機に陥っている近い未来の様子を教える。ゲラルトが現地に急行するとナイチンゲールやニルフガードの軍団と、トゥサンの国境を守る遍歴の騎士たちとの戦闘を始まっており、ゲラルトは巻き込まれる。激しい戦闘の中で、ドルイドによって召喚された巨大な木の化け物「ウィッカー・ウーマン」が現れる。ゲラルトほか、ナイチンゲールやシュヒルも拘束され、火刑に処されることになるが、誤解が解けたゲラルトは助かる。しかし、そのままシュヒルらは焼き殺されてしまい、シリへの情報やウィッチャーメダルも失われてしまう。
時はやや遡り、フィリパから逃れたイェネファーは、大陸から海を隔てた諸島にある海賊国家スケリッジに逃れていた。同国の軍司令官クラフ・アン・クライトは、イェネファーのかつての恋人であり、かつ、シリの叔父でもあって彼女に全面的に協力する。魔術の痕跡を辿る特殊な魔法装置を製作したイェネファーは、サネッド島から「門」を使って逃げたヴィルゲフォルツの転移先が、かつてシリの両親パヴェッタとダニーが死んだとされる海域セドナ深淵だと突き止める。勇敢なスケリッジの兵士たちから決死隊を募って、現地の探索に赴くが、謎の力によって船は襲われ、生存者は2名という結末に終わる。同行していたイェネファーはヴィルゲフォルツに幽閉され、魔導具によってゲラルトの情報を吸い取られる。こうしてヴィルゲフォルツは、シュヒルをゲラルトの元に送り込んだのであった。
一方、スケレン配下のケンナは、自らの部隊に何者かが潜んでいることに気づく。その正体はリエンスであり、さらにスケレンの狙いを探るため、シリを連れたボンハートも現れる。リエンスに呼ばれて現れたヴィルゲフォルツは、莫大な報酬を約束して、ボンハートや、皇帝を裏切っていたスケレンを味方につける。しかし、ケンナの不意の行動によって魔力を取り戻したシリが覚醒し、兵士らを殺して脱出を図る。スケレンの妨害で顔に大傷を負うも、スケレンの裏切りを察知し、シリを生きて確保したいニルフガードの諜報部長ヴァティエル・ド・リドーの差し金によって、シリは助かり、物語冒頭の状況となる。
シリの行方を探す、スケレン率いる武装団がうろつく中、サネッド島の「カモメの塔」と対をなす、「ツバメの塔」が近くにあると知ったシリは、そこから転移して追手らから逃亡することを考える。リエンスやボンハートも追ってくる中、凍った湖においてシリは彼らを翻弄して返り討ちにしていき、リエンスを倒す。ボンハートの手からも逃れ、シリは塔の力で転移する。その先にはエルフ族に似た者たちがシリを待っていた。

## 登場人物

### 主要人物
リヴィアのゲラルト
主人公。怪物退治を生業とするウィッチャーと呼ばれる存在の男。「白狼」「ブラビケンの殺し屋」の異名を持つ。シリを探して南方のニフルガード領を目指す。
シリ
本名シリラ。亡国シントラの王女。「古き血脈」と呼ばれる存在。様々な者からその身柄を狙われる。偽名「ファルカ」を名乗って盗賊団「ネズミ」の一味となっていたが、本作は彼女の回想という形で物語が展開される。
ヴェンガーバーグのイェネファー
妖艶な美貌を持つ女魔術師。ゲラルトの元恋人。女魔術師会から逃亡し、姿を消した裏切り者のヴィルゲフォルツを探す。

### ゲラルトの仲間たち
ダンディリオン
ゲラルトの友人である吟遊詩人。吟遊詩人として名声を得ている優男で大の女好き。
ミルヴァ
本名マリア・バリング。弓の名手。ブロキロンの木の精の協力者。ゲラルトの旅に同行する。
カヒル・マー・ディフリン・エプ・シラク
黒い羽根付き兜の騎士。ニルフガード皇帝の執事長の息子。心変わりしてニルフガード離脱し、シリを守りたいと願う。
エミール・レジス・ロヘレック・タージフ＝ゴドフロイ
通称レジス。墓場を拠点とする風変わりな理髪外科医。その正体は絶大な戦闘力を持つ上級吸血鬼。
ゾルタン・シヴェイ
ドワーフ。ニルフガード侵略により難民となったカーナウの女子供を連れて旅をしている。
アングレーム
まだ若い女盗賊。処刑されかかっていたところを、シリの面影を見出したゲラルトに救われる。

### 女魔術師会
フィリパの提案により結成された新たな魔法使いの結社。北方地域の支配を目論む。
フィリパ・エイルハート
レダニア国王付きの女魔術師。女魔術師会のトップ。結社を確実にするため、シリの行方を追う。
トリス・メリゴールド
ゲラルト、イェネファー共通の友人である女魔術師。
シーラ・ド・タンカーヴィレ
コヴィリの女魔術師。
アシーレ・ヴァル・アナヒッド
ニルフガード帝国の女魔術師。
フリンギラ・ヴィゴ
ニルフガード帝国の女魔術師。
カルシア・ヴァン・カンテン
ヴァティエル・ド・リドーの愛人。アシーレと通じている。別名カンタレラ。

### ネズミ
殺人も厭わない盗賊団。戦争難民からなる。ボンハートに虐殺される。
ケイレイ
「ネズミ」の構成員。
ギゼルハー
「ネズミ」の構成員。
イスクラ＝アエネウェディン
「ネズミ」の構成員。
ミスル
「ネズミ」の構成員。
リーフ
「ネズミ」の構成員。
アッセ
「ネズミ」の構成員。
ホットスパーン
「ネズミ」の旧知の商人。

### ニルフガード帝国
エムヒル・ヴァル・エムレイス
ニルフガード帝国皇帝。「白炎」のあだ名で知られる。数年前に突如現れて帝位に着くと国を立て直し、北方侵攻を開始する。
ヴァティエル・ド・リドー
ニルフガード帝国の軍諜報部長。
ステファン・スケレン
ニルフガード帝国特任管財官。別名モリフクロウ。実は皇帝への反逆を企んでいる。
ボンハート
ニルフガードの雇われ殺し屋。老齢だが高い戦闘力を持つ。ネズミを殲滅するも何故かシリの命を助け、剣闘士とする。
ジョアンナ・セルボーン
サイオニック、スケレンの武装団のメンバー。別名ケンナ。
ダクレ・シリファント
スケレンの武装団のリーダー。
ネラティン・セカ
スケレンの武装団のメンバー。ダクレの補佐。
クロエ・スティッツ
スケレンの武装団のメンバー。女盗賊。
シプリアン・フリップ
スケレンの武装団のメンバー。
オラ・ハーシェイム
ステファン・スケレンの部下。
バート・ブリグデン
ステファン・スケレンの部下。
ボリース・ムン
ステファン・スケレンの部下。追跡屋。

### ヴィルゲフォルツ一派
ヴィルゲフォルツ
シリを追う魔法使い。サネッド島の反乱以降、姿を隠す。
リエンス
ヴィルゲフォルツの部下で、シリを追う魔法使い。イェネファーにつけられた顔の火傷が特徴。
シュヒル
ヴィルゲフォルツの部下のハーフエルフ。ゲラルトの命を狙う。
ホーマー・ストラッゲン
盗賊団の首領。別名ナイチンゲール。シュヒルと共にゲラルトの命を狙う。

### 北方諸国
ジギスムント・ディクストラ
レダニア国の諜報部長。背丈は2メートル近く、体重は200キロ近くある巨漢の策謀家。フィリパの動きを警戒する。
エステラド・シッセン
コヴィリの国王。
ズレイカ
エステラド王の王妃。
メーヴ
ライリアとリヴィアの女王。先の戦いで失った領土の回復を望む。
ヴィセゲルド元帥
シントラ軍の司令官。過去のいきさつでゲラルトを憎む。

### その他
アンナ・ヘンリエッタ公爵夫人
トゥサン公国の統治者。
クラフ・アン・クライト
スケリッジの司令官（ヤール）。現国王の息子。イェネファーの元恋人で、シリの従叔父にもあたる。
ネンネケ
メリテレ寺院の巫女頭。
シグルドリファ
フラヤ寺院の女司祭。
アヴァラック
正体不明のエルフの賢者（アエン・セヴェルネ）。本名は、クレヴァン・エスペイン・エプ・カオマン・マカ。
ヴィソゴタ
ペレプラト湿原の隠者。瀕死のシリを救う。